# ゼラセ
ゼラセ（オセット語: Дзерассæ）は、ナルト叙事詩に登場する女性。海神ドン・ベッテュルの娘。3人姉妹の1人であり、7人の兄弟を持ち、その中でも類まれな美女とされる。また魔法にも長けている。ナルトの1人エクセルテグの妻となり、ウリュズメグ、ヘミュツを生んだ。また乱暴な精霊ワステュルジと、その騎馬、犬との間に、それぞれサタナ、名馬ドゥルドゥル、犬シラムを生んだ。ウリュズメグ、ヘミュツともに優れた英雄となり、サタナはナルト叙事詩の中で最も重要な女性となった。